# 国家誓言圣殿
国家誓言圣殿 (西班牙語：Basílica del Voto Nacional)是一座罗马天主教宗座圣殿，位于厄瓜多尔基多的历史中心。这是美洲最大的新哥特式教堂，长140米，宽35米，双塔高115米。

## 历史
该堂于1892年7月10日动工，供奉耶稣圣心，由国家拨款建造。建筑师Emilio Tarlier的灵感来自布尔日主教座堂。1985年1月30日教宗若望保禄二世祝福了教堂，1988年7月12日祝圣。
该堂在技术上仍是 "未完成的"。当地人传说当该堂完成时, 世界末日就将到来。

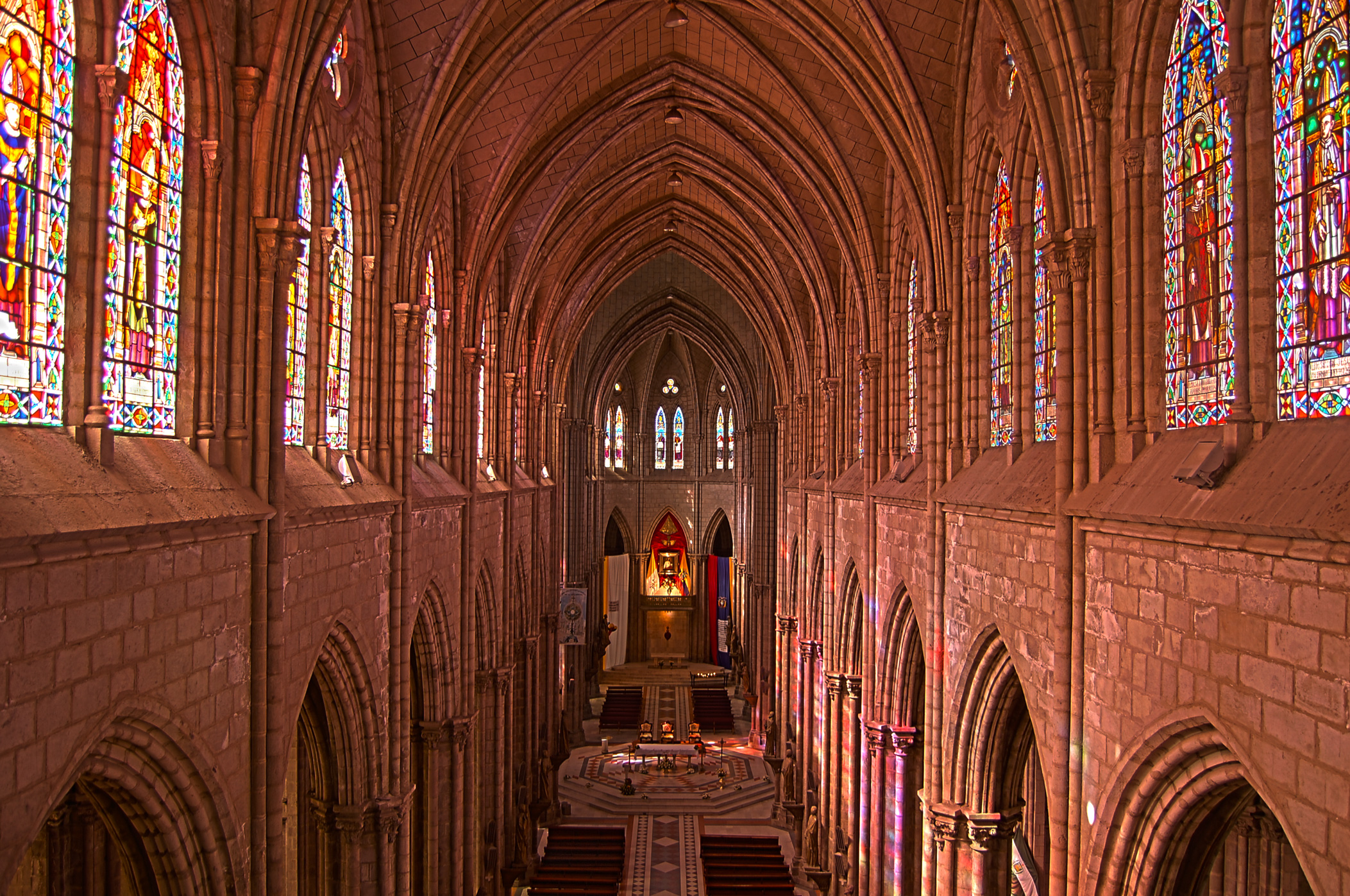
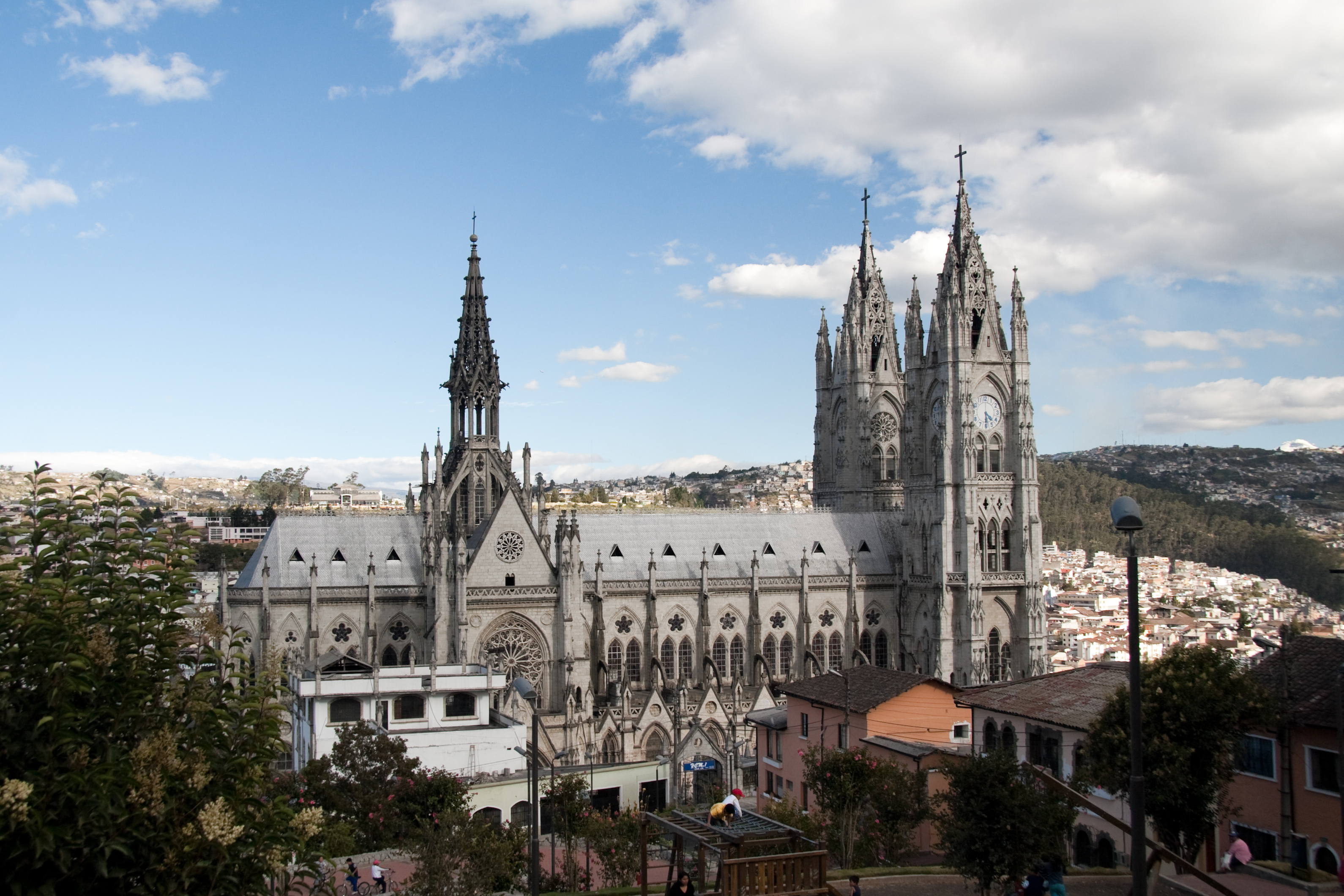
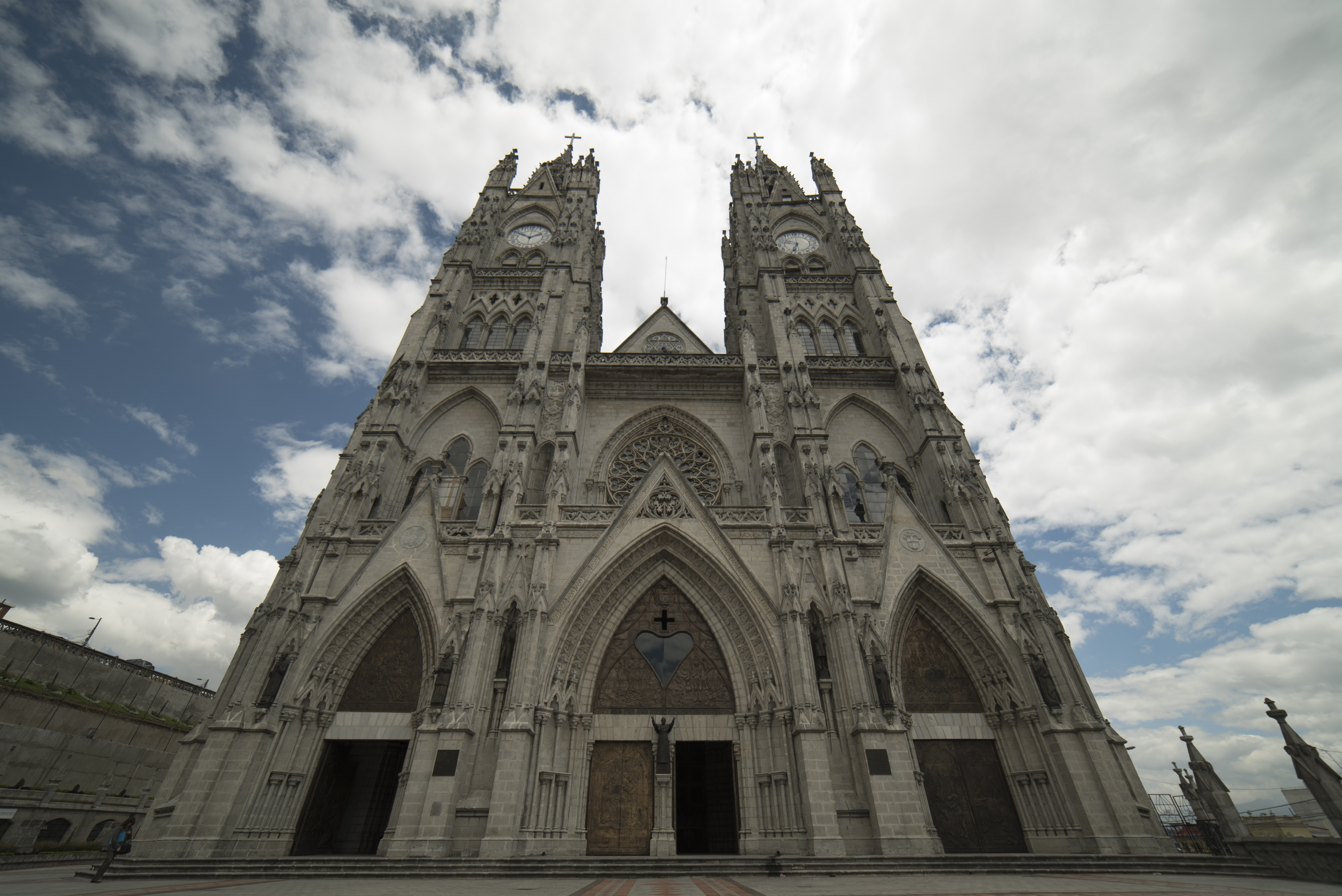
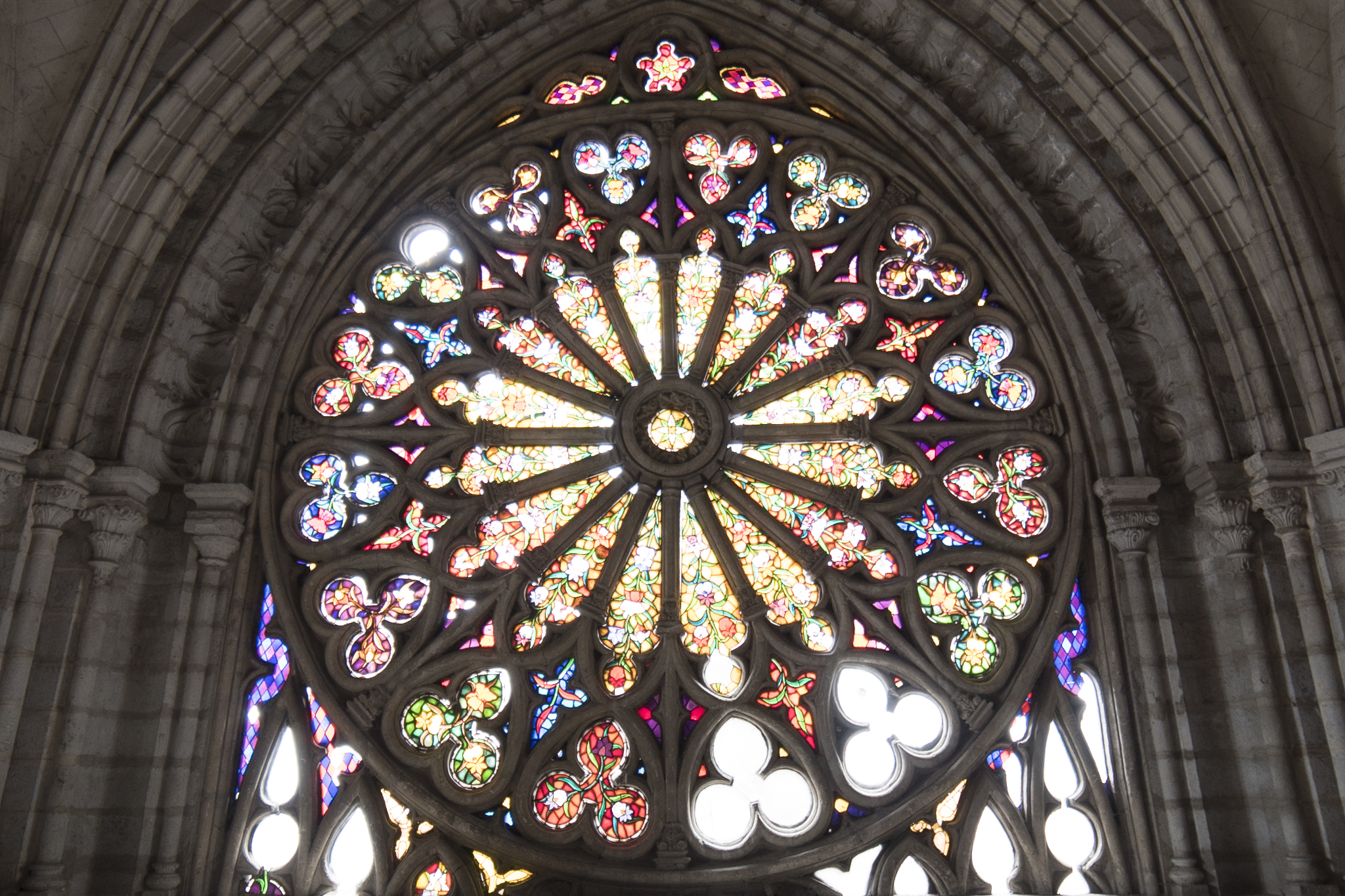
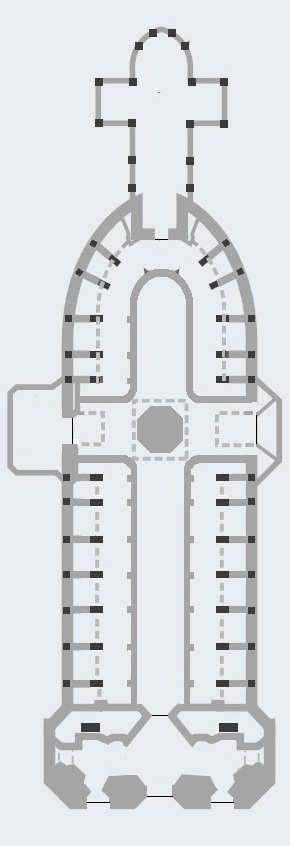